# Wc-motmug
De wc-motmug (Clogmia albipunctata) is een muggensoort uit de familie van de motmuggen (Psychodidae). Andere namen zijn aalputmotje, aalputmugje, rioolvliegje of latrinevliegje.

## Taxonomie
De soort werd voor het eerst wetenschappelijk beschreven als Psychoda albipunctata door Samuel Wendell Williston in 1893. In 1936 werd de soort door de Duitse entomoloog Günther Enderlein ondergebracht in het door hem nieuw beschreven geslacht Clogmia.

## Kenmerken
Motmuggen worden zo genoemd omdat zij met hun behaarde lijf en vleugels lijken op kleine vlindertjes. De soortaanduiding albipunctata betekent 'met witte stippen', wat refereert aan de typerende witte stippen langs de rand van de vleugels. Met een spanwijdte van 8-10 mm is de wc-motmug een van de grootste soorten motmuggen. Het zijn slechte vliegers en overbruggen in een vlucht slechts 1 à 1,5 meter. Buiten kunnen ze zich laten meevoeren door de wind.

## Levenswijze
De wc-motmug is een mug die niet steekt en dus ook geen bloed drinkt. Volwassen exemplaren voeden zich met water en soms een beetje nectar. De larven leven in vochtige omstandigheden en eten rottend organisch materiaal.

## Verspreiding en habitat
De wc-motmug is van oorsprong een tropische soort, die zich in de vorige eeuw over vrijwel de hele wereld heeft verspreid. De eerste gedocumenteerde waarneming in Nederland stamt uit 2006. Boomholten en randen van poelen vormen het natuurlijke milieu van de wc-motmug in tropische en warme gematigde streken. In Nederland komt de soort vrijwel alleen voor in gebouwen, met name in keukens, toiletten en badkamers. Hieraan dankt het insect zijn Nederlandse soortnaam. In ons klimaat kan de wc-motmug vermoedelijk niet in de natuur overwinteren. De soort is verspreid over geheel Nederland.

## Nut en schadelijkheid
De larven van de wc-motmug eten organisch afval waarin bacteriën voorkomen, en kunnen daardoor nuttig zijn bij de schoonmaak van verborgen plekjes in huis. Door hun leefwijze kunnen ze echter ook een rol spelen bij het overbrengen van bacteriële infecties, bijvoorbeeld in ziekenhuizen. In verschillende medische artikelen wordt Clogmia albipunctata in verband gebracht met het infecteren van levend menselijk weefsel (myiasis, bijvoorbeeld in de darm), maar uit een kritische analyse van de publicaties blijkt de soort zeer waarschijnlijk niet de feitelijke oorzaak te zijn van de ziekteverschijnselen.

## Insect van het jaar
In een verkiezing door de Stichting Taxon Foundation werd de wc-motmug in Nederland in 2023 verkozen tot insect van het jaar.